# 日本救護救急財団
一般財団法人日本救護救急財団（にほんきゅうごきゅうきゅうざいだん）とは、国民の生命・健康の保持に寄与するため、救急救命士の利活用、及び病院前救護（プレホスピタルケア）に関する教育、普及啓発を含む全般的な事業を行うことを目的として設立された一般財団法人である。2012年（平成24年）11月15日に設立された。

## 組織

### 所在地
東京都港区南青山2-6-7　LAPiS青山203

## 沿革

### 2012年（平成24年）
- 7月18日：日本救急救命士制度研究会　設立（日本救護救急財団の前身となる組織）
- 9月30日：第１回救急救命士制度研究会総会　開催（東京都・港区）
- 11月15日：一般財団法人日本救護救急財団　設立

### 2013年（平成25年）
- 2月23日：第2回救急救命士制度研究会総会　開催（東京都・世田谷区）
- 3月26日：福島第一原子力発電所内救急診療室への救急救命士の常駐事業を開始（現在に至る）
- 4月  1日：東京スカイツリー救護室の管理業務を開始（現在に至る）
- 5月  5日：スポーツオブハート　後援
- 8月23日：24時間テレビ36（日本テレビ）　救護協力

### 2014年（平成26年）
- 3月15日：日本救急救命士学会設立準備フォーラム　開催（東京都・中央区）
- 3月31日：日本救護救急財団メディカルコントロール委員会設置
- 5月3日〜5日：NHK渋谷DEどーも　心肺蘇生法体験ブース出展

## 主な事業

### 救護救急活動に関する事業
- 東京スカイツリー救護室の管理業務
- 福島第一原子力発電所内救急診療室への救急救命士の常駐
- 24時間テレビ（日本テレビ）の救護協力
- 救護救急活動へのメディカルダイレクター制度の構築

### 救護救急教育に関する事業
- 救急救命士のための英語塾
- 救急救命士チャレンジ
- 救護講習会
- NHK渋谷DEどーも　心肺蘇生法体験ブース出展

### 著書・執筆に関する事業
- 新解釈　わかりやすい救急救命士法救急救命士の未来像と新たな法解釈（へるす出版）